# Ion Vélez
Vélez, właśc. Ion Vélez Martínez (ur. 17 lutego 1985 w Tafalli) – hiszpański piłkarz narodowości baskijskiej grający na pozycji napastnika. Od 2011 roku gra w Gironie, dokąd przeszedł z Athletic Bilbao. W Primera División zadebiutował 26 sierpnia 2007 w zremisowanym 0:0 spotkaniu z CA Osasuna.